# Antigóni Papadopoúlou
Antigóni Papadopoúlou (en grec, Αντιγόνη Παπαδοπούλου, née Antigoni Perikléous, Αντιγόνη Περικλέους, le 8 juillet 1954 à Morphou) est une femme politique chypriote, membre du Parti démocrate (DIKO). Elle a été élue députée européenne lors des élections européennes de 2009 à Chypre, et contrairement à son prédécesseur qui siégeait au groupe Alliance des démocrates et des libéraux pour l'Europe (ADlE), elle siège au groupe Alliance progressiste des socialistes et démocrates au Parlement européen (S&D).